# الاترينا الهشة
الاترينا الهشة: (أو بلح البحر مروحي الشكل) هو نوع من بطلينوس المياه المالحة (المحار) كبيرالحجم وهي أيضاً نوع من الرخويات البحرية ثنائية الصدفة من عائلة صدفيات القلم. بلح البحر مروحي الشكل هو أحد أكبر أنواع الرخويات الأوروبية ثنائية الصدفة (بطول يتراوح بين 30 إلى 48 سم)، ويعد أحد أندر أنواع الرخويات البحرية في المملكة المتحدة، لدرجة أن عمليات المسح لما يقارب 9000 موقع حول بريطانيا في الفترة ما بين عام 1987 إلى 1998 لم تعثر على أي منها.

## الوصف
تستدق صدفة بلح البحر مروحي الشكل لتشكل رأساً عند النتوء، وهي هشة للغاية. لها لون مصفر مائل إلى البني الداكن مع وجود بقع سوداء. كلا الصدفتان متماثلتان ولهما شكل مثلثي مع وجود فجوات بارزة. إن سطح الصدفة منحوت بشكل خطوط متحدة المركز ولها من 8 إلى 12 ضلع، قد تحتوي هذه الأضلاع على أشواك محززة. يمكن أن يصل طول الأصداف إلى 48 سم وقد يصل عمر أكبرها إلى 10-12عاماً. كما أنه تم العثور عليها في البحر الأبيض المتوسط.

## البيولوجيا
تعيش هذه الأنواع بحيث يكون النصف الضيق من صدفتها مثبتاً في الرواسب، لكن الجزء الكبير من صدفتها الهشة يبرز من قاع البحر وبالتالي فإنها لسوء الحظ معرضة للأذية من قبل سفن الصيد، كما أنها غير محمية من النشاط الصناعي (بحاجة لمصدر).
يتم تثبيت الأصداف في الرمال بواسطة مادة حريرية دقيقة ذهبية اللون تنتجها غدد خاصة. استخدم هذا الحرير أو النسالة قديماً في صنع أقمشة ملكية. كان يدعى بحرير الصوان أو حرير البحر، على الرغم أن الأنواع الأكثر استخداماً كانت Pinna Nobilis من البحر الابيض المتوسط

## الحماية
يعتبر بلح البحر مروحي الشكل من الأنواع المحمية في المملكة المتحدة بموجب قانون الحياة البرية والريف 1981، واعتبرت عمليات القتل أو الإصابة أو الحيازة أو البيع لها جريمة منذ عام 1998. تشير خطة عمل المملكة المتحدة للتنوع الحيوي أنها أنواع ذات أولوية للحفظ والحماية.